# Zamkowa Wola (Rawa Mazowiecka)
Zamkowa Wola lub Sójcze Wzgórze – osiedle w Rawie Mazowieckiej. 

## Opis
Osiedle składa się głównie z bloków mieszkalnych z czasów PRL. Do ważniejszych obiektów na terenie osiedla należą: Hala Sportowa Millenium, cmentarz żydowski, kaplica pw. Jezusa Chrystusa Króla Wszechświata oraz przystanek kolei wąskotorowej Zamkowa Wola.
Do głównych ulic osiedla należą ulice: Mszczonowska, Biała (DK72), Zamkowa Wola (DW707), Skierniewicka i Jerozolimska. W pobliżu osiedla znajduje się węzeł „Rawa Mazowiecka Północ” na trasie S8.

## Historia
Zamkowa Wola to dawna kolonia. Do 1924 należała do gminy Regnów w powiecie rawskim, początkowo w guberni piotrkowskiej, a od 1919 w woj. warszawskim. 
1 lipca 1924 Zamkową Wolę włączono do Rawy Mazowieckiej.